# Smoke City
Smoke City — британский коллектив, играющий в стилях эйсид-джаз и трип-хоп.

## История группы
Нина Миранда ходила в ту же лондонскую школу, что и Марк Браун. Как-то их познакомил DJ Патрик Фордж (DJ Patrick Forge), обнаружив их схожие музыкальные пристрастия. Крис Франк присоединился к Миранде и Брауну вскоре после создания группы и трио вышло на публику со своей оригинальной смесью босса нова, дабовых басов, хип-хопа и оригинального вокала Миранды.
Как группа Smoke City стали известны после сингла «Underwater Love», записанного в феврале 1996 года. Сингл достиг четвёртого места в британских чартах.
24 июня 1997 года вышел их дебютный альбом «Flying Away».
Второй альбом «Heroes Of Nature» записанный спустя четыре года, был выпущен 13 августа 2001 года.
В 2002 году группа распалась.

## Состав группы
- Нина Миранда (Nina Miranda) — вокал
- Марк Браун (Mark Brown) — программирование, вертушки, клавишные, ударные, вокал
- Крис Фрэнк (Chris Franck) — гитара, клавишные, ударные, бас-гитара, вокал

## Дискография

### Студийные альбомы
- 1997 — Flying Away
- 2001 — Heroes Of Nature

### Синглы
- 1996 — Underwater Love
- 1997 — Mr. Gorgeous (And Miss Curvaceous)
- 1997 — Aguas de Marco (Joga Bossa)
- 1997 — With You
- 1998 — Numbers (Виниловый сингл)
- 1998 — Dark Walk (Промосингл)
- 2001 — Jug / Hawaii (Виниловый сингл)
- 2001 — What It Was (Промосингл)